# Doi Inthanon
Doi Inthanon (Thai: ดอยอินทนนท์ (Uttal)) är med sina 2 565 meter över havet det högsta berget i Thailand, beläget i provinsen Chiang Mai. Det är en populär turistdestination för både thailändska och utländska turister med över 12 000 dagliga besökare under högsäsongen runt nyår. Förutom ett antal turistmål runt toppen finns här ett astronomiskt observatorium och Thailands Kungliga Flygvapens väderstation och radar. Doi Inthanon tillhör bergskedjan Thanon Thong Chai, en del av bergsmassivet Shanbergen.

## Geografi och nationalpark
Området runt Doi Inthanon kallas Thailands tak och är beläget ungefär 60 km söder om Chiang Mai. 1954 blev det en av Thailands 14 första nationalparker som under 1972 och 1975 utökades så att ytan idag uppgår till 482,4 km² och inkluderar flera byar tillhörande Karen-, Miao- och Hmongfolket med cirka 4 500 invånare.
I parken finns flera floder och bäckar, däribland  Ping som flyter ihop med  Nan och bildar Chao Phraya som rinner ut i Siambukten söder om Bangkok. Chao Phraya benämns ofta Menam eller Mae Nam på europeiska kartor, vilket betyder just flod. 

### Vattenfall
Längs med floderna och vattendragen i parken finns ett antal vattenfall, bland andra:
- Mae Klang
- Mae Pakong
- Mae Pon
- Mae Hoi
- Mae Ya (thai: น้ำตกแม่ยะ) (bild nedan)
- Mae Chaem
- Mae Khan
- Siriphumi (thai: น้ำตกสิริภูมิ, svenska: härliga landskapets vattenfall) tidigare kallat Lao Li (thai: น้ำตกเลาลี)
- Wachirathan (thai: น้ำตกวชิรธาร, svenska: diamantbäckens vattenfall) (bild nedan)

## Vegetation och djurliv

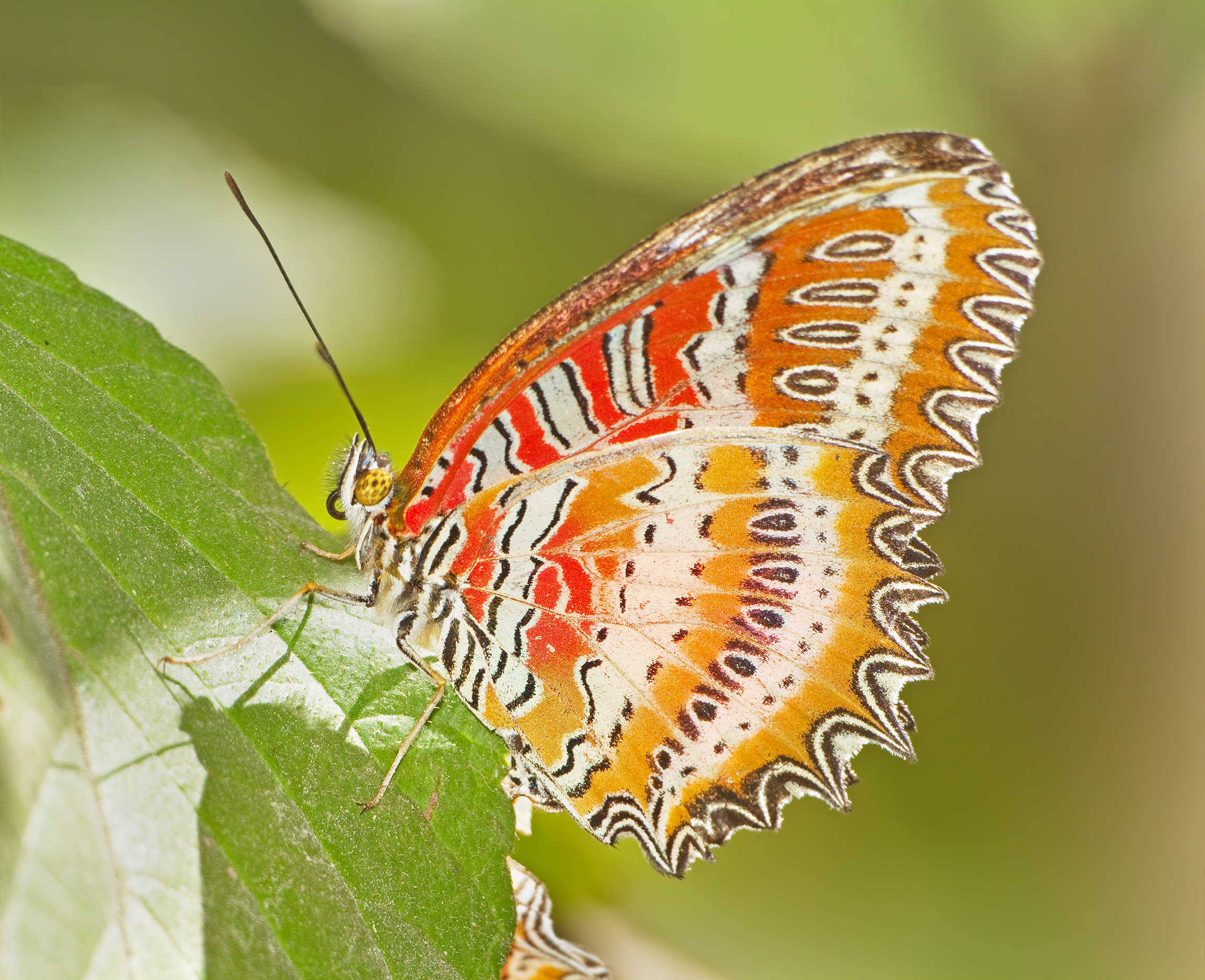
Cethosia biblis, Doi Inthanon Nationalpark.

Nationalparken är belägen på en höjd av från 800 meter till 2 565 meter, vilket gör att klimat och ekologi varierar inom området. Här syns alltifrån tempererade till tropiska vintergröna träd såsom teak, tall, padauk, björk och ebenholts. 
Runt 1 600 arter och underarter av fjärilar finns vid Doi Inthanon med omnejd.
Med sina 383 fågelarter är parken Thailands näst fågeltätaste, sett efter antal arter. De flesta finns mellan 1 500 m och 2 000 m och skådas bäst mellan februari och april vid kärren nära toppen. 
Undantaget fågelbeståndet är djurlivet på grund av jakt numera begränsat, men består bland annat av rådjur, tiger, vildsvin, björn, gibbon, hare, sydlig serov, goral och ripa.

## Stupor

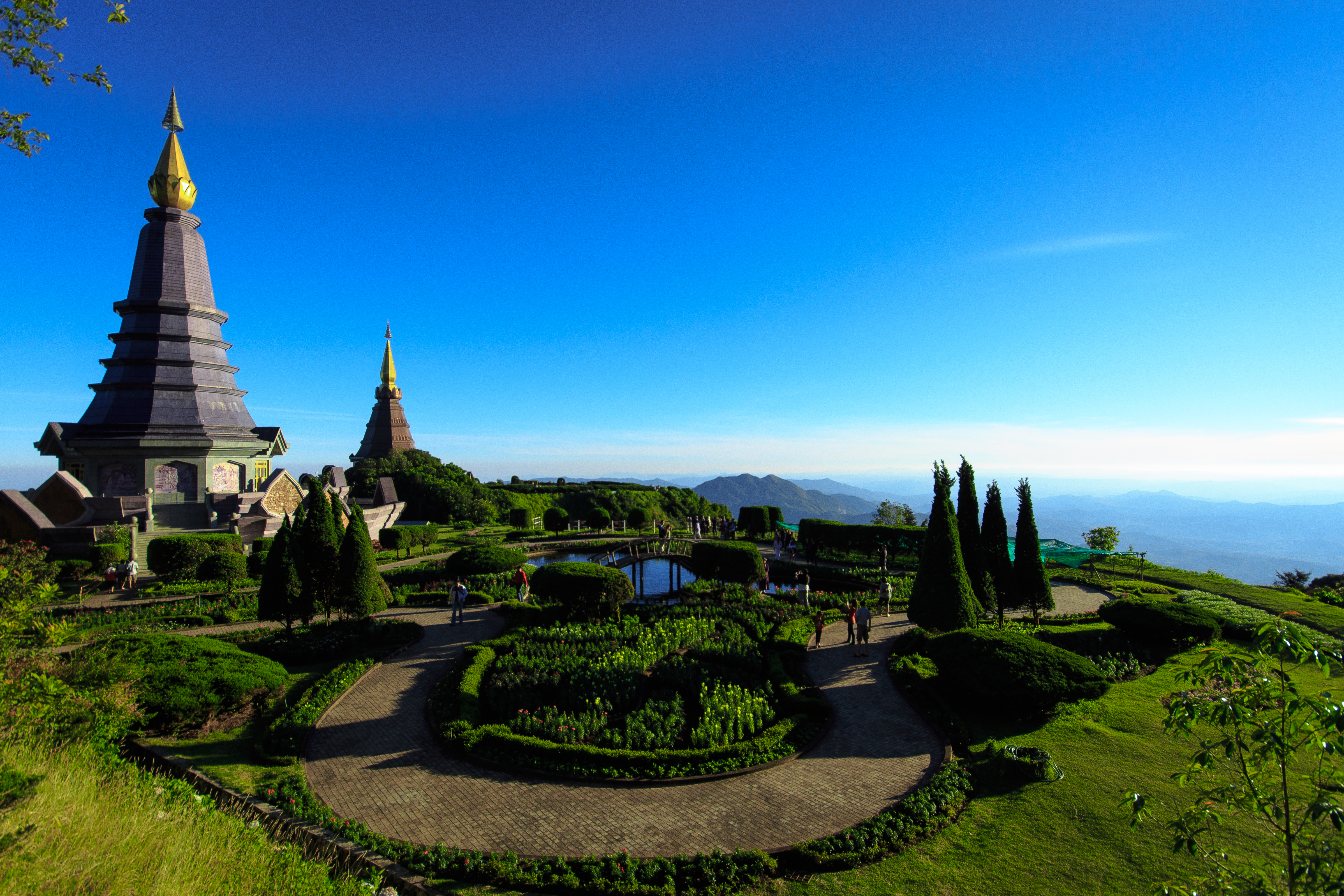
Tvillingstuporna Naphaphonphumisiri och Naphamethinidon

Strax nedanför toppen av Doi Inthanon finns de kungliga tvillingstuporna Phra Mahathat Naphamethinidon (นภเมทินีดล) och Naphaphonphumisiri (นภพลภูมิสิริ) tillägnade Hans Majestäter  Kung Bhumibol Adulyadej och Drottning Sirikit av Thailand. De uppfördes av det Thailändska Kungliga Flygvapnet till minne av kungaparets 60-årsdagar, 1987 respektive 1992. De är belägna bredvid vägen, cirka 8 km från toppen och området är smyckat med stora trädgårdar. 
Hela området är handikappanpassat med både hissar och rulltrappor från parkeringen upp till de högst belägna planteringarna intill stuporna som innehåller heliga reliker och är högt ansedda hos den thailändska befolkningen.

## Galleri

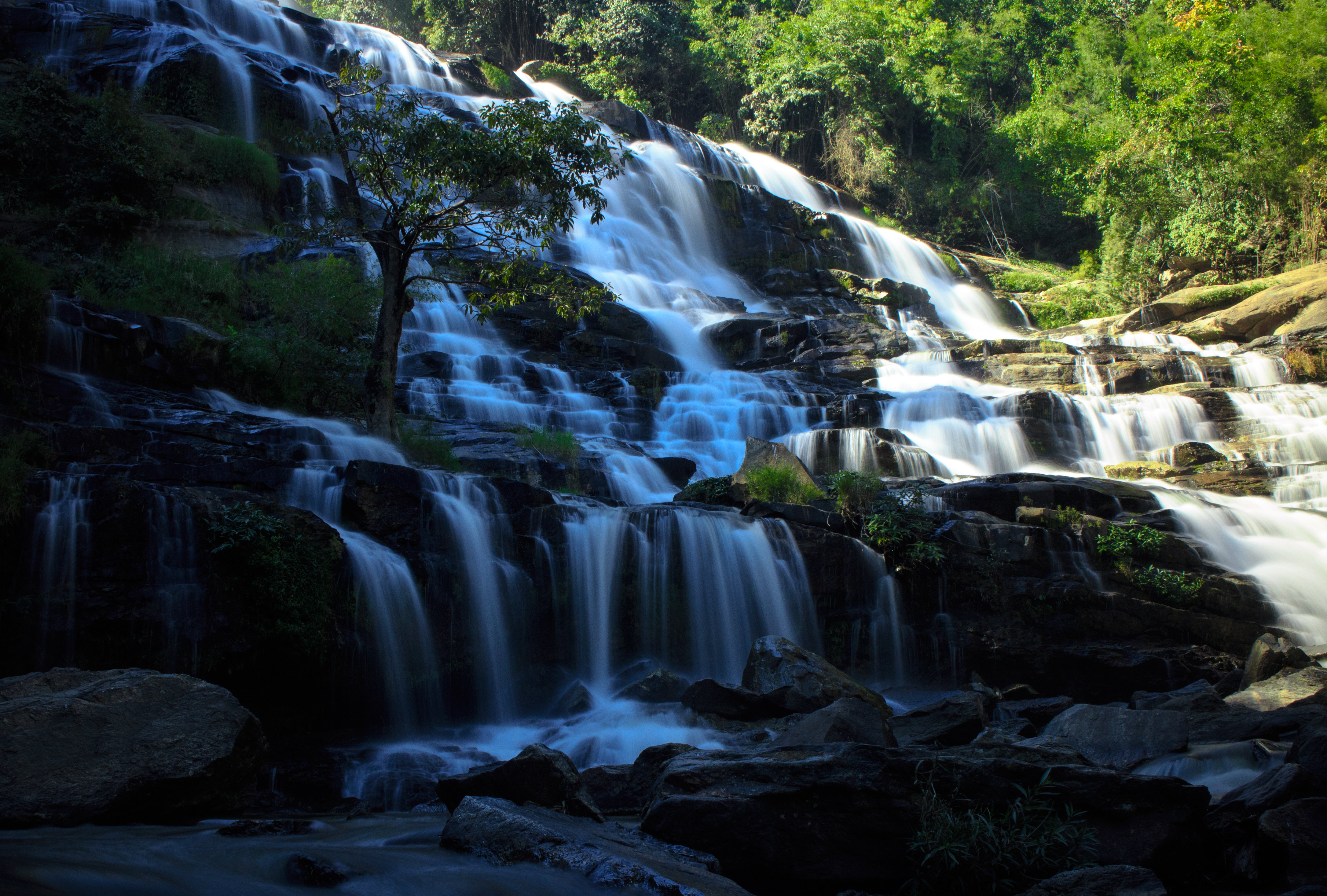
Mae Ya-fallet
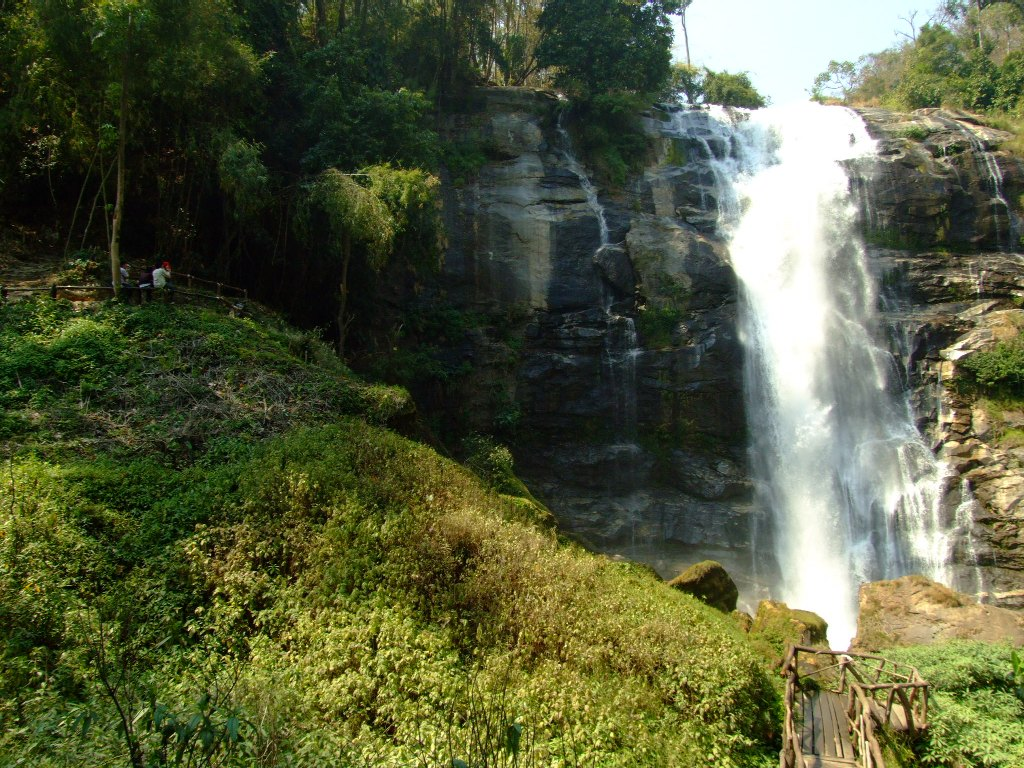
Wachirathan-fallet
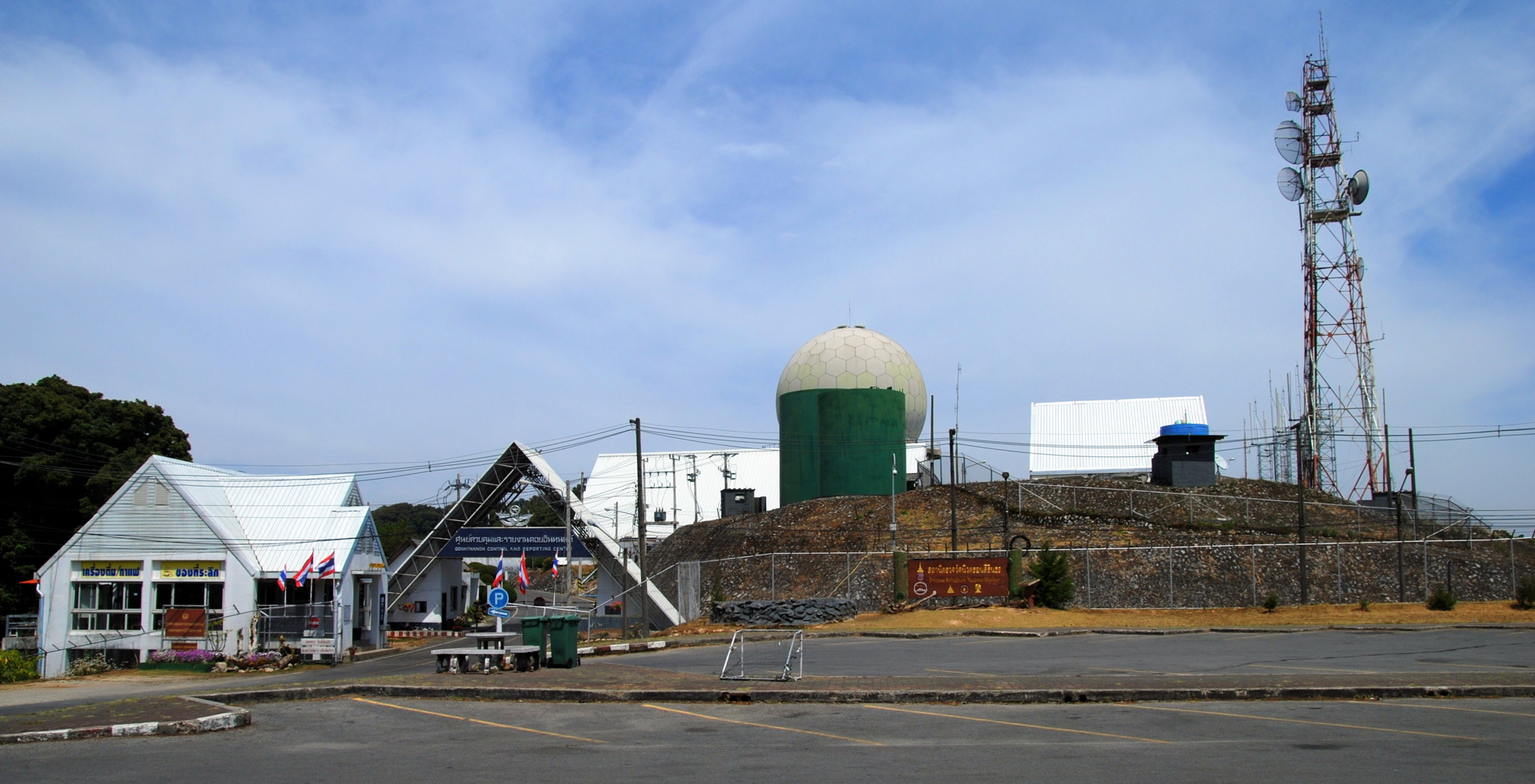
Doi Inthanons kontroll- och rapporteringscenter
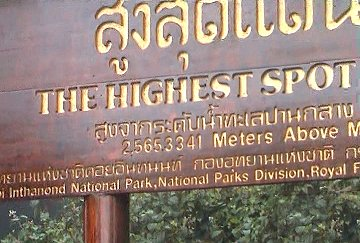
Skylt på toppen av Doi Inthanon